# Im Soo-hyang
Im Soo-hyang (임수향?, 林秀香?, Im Su-hyangLR, Im SuhyangMR; Pusan, 19 aprile 1990) è un'attrice sudcoreana.
È iscritta alla Chung-Ang University nel dipartimento di teatro, ma è in pausa a causa degli impegni lavorativi.

## Filmografia

### Cinema
- 4gyosi churi-yeong-yeok (4교시 추리영역?), regia di Lee Sang-yong (2009)
- Iris 2: The Movie, regia di Pyo Min-su, Kim Tae-hoon (2013)
- Haiyang zhi lian (海洋之恋S) (2016)
- Eun-ha (은하?), regia di Im Jin-seung (2016)

### Televisione
- Sin gisaeng dyeon (신기생뎐?) – serie TV (2011)
- Paradise mokjang (파라다이스 목장?) – serie TV (2011)
- Dorongnyong dosa-wa geurimja jojakdan (도롱뇽도사와 그림자 조작단?) – serie TV (2012)
- I Do, I Do (아이두 아이두?) – serie TV (2012)
- Iris 2 (아이리스2?) – serie TV (2013)
- Gamgyeok sidae: Tusin-ui tansaeng (감격시대?) – serie TV (2014)
- Widaehan i-yagi (위대한 이야기?) – serie TV, episodi 1x02-1x03 (2015)
- A-iga daseot (아이가 다섯?) – serie TV (2016)
- Bur-eora mipung-a (불어라 미풍아?) – serie TV, episodi 12-50 (2016)
- Mugunghwa kkoch-i pi-eosseumnida (무궁화 꽃이 피었습니다?) – serie TV (2017)
- Criminal Mind (크리미널 마인드?) – serie TV (2017)
- Nae a-idineun Gangnammi-in (내 아이디는 강남미인?) – serie TV (2018)
- Top star Yoo-baek-i (톱스타 유백이?) – serie TV (2018)
- U-ahan ga (우아한 가?) – serie TV (2019)
- Naega gajang yeppeoss-eulttae (내가 가장 예뻤을때?) – serie TV (2020)
- Urineun oneulbuteo (우리는 오늘부터?) – serie TV (2022)
- Doctor Lawyer (닥터 로이어?, Dakteo ro-i-eoLR) – serie TV (2022)

## Videografia
- 2012 – T-ara - Lovey-Dovey (Zombie ver.)[3]

## Premi e riconoscimenti
- 2011 - Korea Drama Awards
  - Vinto - Miglior nuova attrice per Sin gisaeng dyeon[4]
- 2011 - SBS Drama Awards
  - Vinto - Premio nuova stella per Sin gisaeng dyeon[5]
- 2012 - Baeksang Arts Awards
  - Candidatura - Miglior nuova attrice (TV) per Sin gisaeng dyeon
- 2012 - MBC Drama Awards
  - Candidatura - Premio all'eccellenza, attrice in una miniserie per I Do, I Do
- 2014 - KBS Drama Awards
  - Candidatura - Premio all'eccellenza, attrice in un drama di media lunghezza per Gamgyeok sidae: Tusin-ui tansaeng